# إليزابيث ميدينا
إليزابيث ميدينا (بالإنجليزية: Elizabeth Medina)‏ هي صانعة الفخار أمريكية، ولدت في 30 نوفمبر 1956 في نيومكسيكو في الولايات المتحدة.